# Guastaverza
Il Casato dei Guastaverza fu un’antica e nobile famiglia veronese, ricordata tra le più cospicue della città di Verona tra il XIV e il XIX secolo. Benché oggi estinta, lasciò tracce importanti nella storia locale, distinguendosi per ricchezze, uffici pubblici e consolidati legami con il patriziato veronese.

## Origini e storia
Le prime testimonianze documentarie risalgono al 1337, quando Alberto Guastaverza concesse una somma a censo all’Università veronese. Questo atto testimonia il notevole stato di agiatezza della famiglia già in epoca trecentesca.
Nel 1440 la casata fu aggregata al Consiglio Nobile di Verona, entrando ufficialmente a far parte dell’aristocrazia cittadina. Questa dignità le venne poi riconosciuta e confermata con Sovrana Risoluzione del 4 settembre 1818 da parte dell’autorità austriaca.

### Estinzione
Fonti ottocentesche concordano nel considerare la famiglia del tutto estinta entro la prima metà del XIX secolo. Le ultime generazioni, pur confermate nobili dagli Asburgo, non lasciarono discendenza duratura.

## Membri notabili
Alcuni membri noti della famiglia sono documentati nel XIX secolo:
- Paolo Filippo Guastaverza († 22 aprile 1818): figlio di Orazio e della marchesa Lugrezia Lisca. Si unì in matrimonio, il 20 novembre 1790, con la nobile Margherita Sparavieri.[4]
- Ignazio Guastaverza († 25 agosto 1821): fratello di Paolo Filippo, fù Podestà di Verona durante il dominio napoleonico e nei primi anni della Restaurazione.[5] Nel 1808–1812 promosse lavori pubblici di rilievo, tra cui il restauro e la manutenzione dell’Arena di Verona.[4]

## Relazioni e matrimoni
La famiglia Vimercati consolidò ulteriormente il proprio status attraverso matrimoni con altre casate nobili. Tra queste ricordiamo i Lisca, Conti di Formighedo e Marchesi, gli Sparavieri, e i Bonzi.

## Arma
Di rosso, ad un palmizio sradicato di verde.

## Dimore

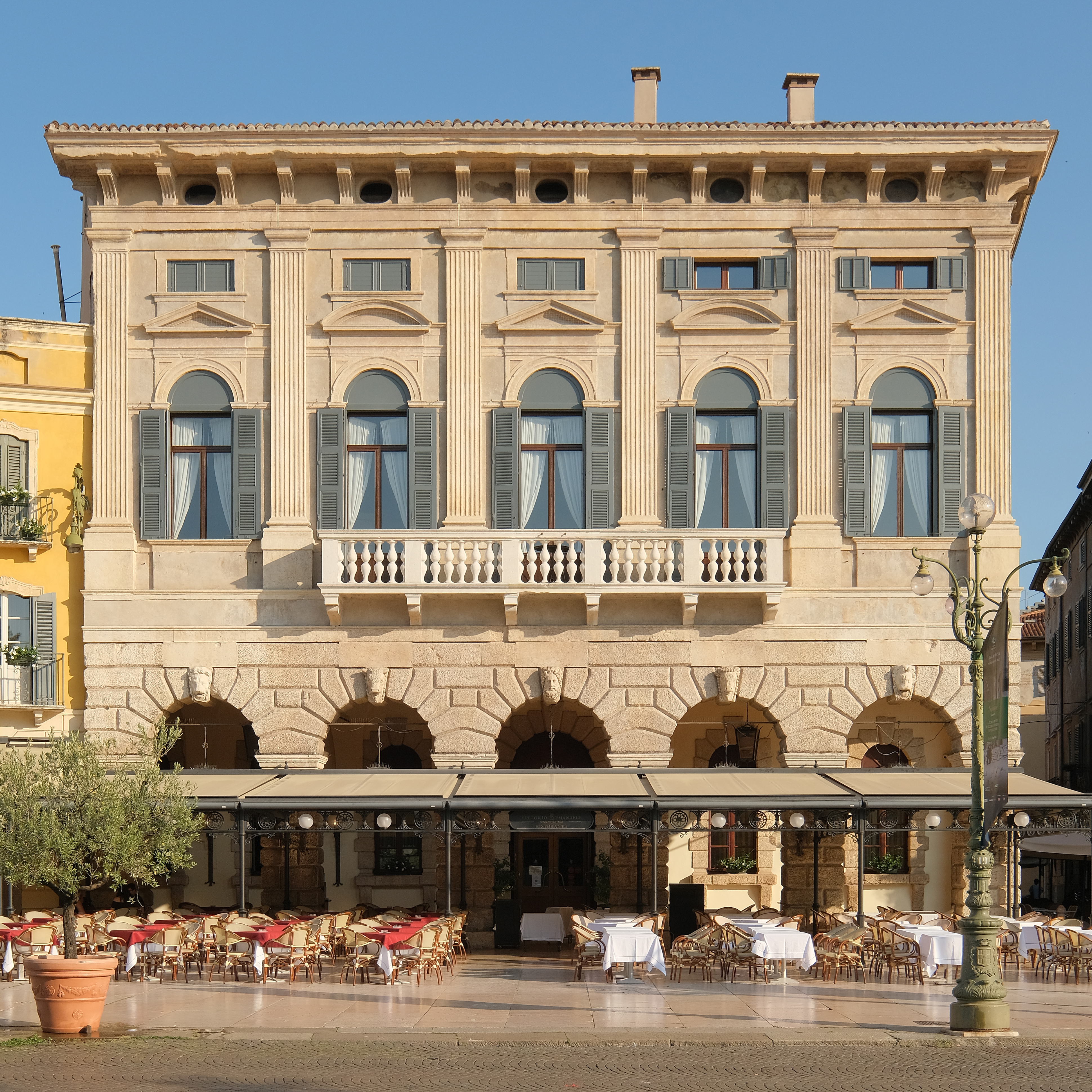
Palazzo Guastaverza (Verona)

Delle dimore costruite ed abitate dai Guastaverza, si ricordano in particolare:
- Palazzo Guastaverza (già Honorij)
- Villa Guastaverza Bottura